# Der Wille zur Macht (boek)
Der Wille zur Macht is de titel van een boek, een sinds 1901 minstens vijfmaal verschillend uitgegeven compilatie, ten onrechte toegeschreven aan de Duitse filosoof Friedrich Nietzsche, in wiens denken het wel een herhaaldelijk terugkerend begrip betrof, doch die desalniettemin geen werk met die titel schreef.
Er zijn minstens vijf verschillende compilaties onder deze titel verschenen.
De eerste daarvan verscheen in 1901, met een voorwoord van Elisabeth Förster-Nietzsche. In 1906 volgde een nieuwe, uitgebreidere uitgave en nog een andere in 1917, 1930 en een Franstalige in 1935: allen met telkens nieuwe, beweerdelijk uit Nietzsches nagelaten notities opgeviste aforismen. 
De Hongaarse literatuurwetenschapper Erich Friedrich Podach en de Oostenrijkse filosoof Karl Schlechta toonden aan dat het boek een vervalsing betrof, en geen werkelijk postuum verschenen werk. Vrijwel zeker werd het gefabriceerd door Nietzsches zus Elisabeth Förster-Nietzsche, die hem na zijn dood graag gedachten van nazistische strekking in de mond legde. Zelf bekende zij zich wel tot deze ideologie en na haar overlijden in 1935 zou haar begrafenis ook worden bijgewoond door Adolf Hitler. Ter legitimatie van deze ideologie maakte zij gretig gebruik van uit hun oorspronkelijk verband gerukte citaten. Daardoor zouden sommige nazi´s ondanks hun afkerigheid van intellectualisme deelnemen aan de na zijn dood rond zijn persoon ontstane cultus en dwepen met (flarden van) zijn gedachtegoed of althans wat zij daarvoor hielden. Dit ofschoon Nietzsche in zijn originele werk herhaaldelijk ervan blijk gaf juist geen hoge dunk te hebben van de Duitse cultuur of nationalisme en op zijn beurt zich juist afkerig betuigde van elke ideologie.
De wil tot macht, waaraan het vervalste boek de titel ontleende, betreft een begrip bij Friedrich Nietzsche, dat voor het eerst opdook in zijn werk Also sprach Zarathustra en terugkeerde in diverse volgende boeken, onder meer in Die fröhliche Wissenachaft (1882), en ook in zijn sinds 1885 bijgehouden notities. Het wordt voor aannemelijk gehouden dat hij inderdaad ooit van plan was geweest een werk met deze titel te schrijven.
In het na zijn dood in augustus 1900 door zijn zus verspreid geschrift wordt vooral teruggegrepen op eerder verschenen passages uit de Götzen-Dämmerung (1889) en Der Antichrist, aangevuld met onbekende passages uit zijn schriftelijke nalatenschap.
Karl Schlechta was sinds het begin van de jaren dertig medewerker van het Nietzsche Archief te Weimar waar de schriftelijke nalatenschap van de filosoof werd bewaard en onderzocht. Hij kende de oprichtster Elisabeth Förster-Nietzsche. Nadat in 1933 de nazi´s in Duitsland aan de macht kwamen werd hij lid van de NSDAP. Toen in 1938 Oostenrijk door Duitsland geannexeerd werd, werd hij automatisch Duits staatsburger. Na diverse wetenschappelijk werkzaamheden zou hij in 1940 een boek publiceren over Desiderius Erasmus met diens opvattingen over recht en onrecht en het leven onder oorlogsdreiging.
Inmiddels was hij in 1939 bij het Nietzsche-archief vertrokken. In zijn tijd bij het archief kwamen meer feiten in de openbaarheid omtrent de in 1935 overleden Elisabeth Förster-Nietzsche, met name uit opgedoken brieven van haar broer.